# Christopher McDougall
Christopher McDougall, född 1962, är en amerikansk journalist och författare. 
McDougall är också löpare och hans bästsäljare Born to run: jakten på löpningens själ (originaltitel: Born to Run: A Hidden Tribe, Superathletes, and the Greatest Race the World Has Never Seen) fick uppmärksamhet i löparvärlden då han förespråkade en återgång till barfotalöpning. Boken kretsar mycket kring stammen Tarahumara i Mexiko och deras förmåga att springa långa sträckor.
Som journalist bevakade McDougall bland annat krig i Rwanda och Angola.

## Böcker
- Girl Trouble: The True Saga of Superstar Gloria Trevi and the Secret Teenage Sex Cult That Stunned the World (2004)
- Born to Run: A Hidden Tribe, Superathletes, and the Greatest Race the World Has Never Seen (2009) ISBN 978-91-7232-260-8
- Natural Born Heroes: How a Daring Band of Misfits Mastered the Lost Secrets of Strength and Endurance (2015)
- Running with Sherman: The Donkey with the Heart of a Hero (2019). ISBN 9781524732363